# Mercato Ittico di Napoli
Il Mercato Ittico è un edificio progettato da Luigi Cosenza e ubicato a Napoli in piazza Duca degli Abruzzi, esempio di architettura razionalista.

## Descrizione
Il progetto fu realizzato da Cosenza (allora appena laureatosi) tra il 1929 e il 1930. La zona dove sarebbe sorto il mercato è quella del ponte della Maddalena, attigua al porto e abbastanza vicina alla stazione centrale. L'edificio fu completato nel 1935. Il progetto iniziale, redatto dal Genio civile, era di stile neoclassico. L'opera di Cosenza, estremamente spartana e poco costosa, fu il suo primo esempio di razionalismo a Napoli.
L'edificio è costituito da una grande hall con una struttura in vetro cemento e grandi aperture per garantire l'illuminazione naturale. L'interno è composto da un'ampia sala di contrattazione coperta da una volta a tutto sesto e circondata dai locali destinati ai singoli mandatari. Un piano sotterraneo è costituito da celle frigorifere e depositi. L'ingresso del pubblico è attraverso una grande scalinata posta a nord. Nel 1979 Cosenza propose al Comune un ampliamento della struttura per adeguarla all'accresciuto volume di affari, ma il suo progetto non venne recepito e furono realizzati solo adeguamenti sporadici e non omogenei. 
Con la cessazione delle attività dopo circa settant'anni dalla sua apertura, l'edificio del Mercato ittico è caduto in degrado. Il Comune ha negli ultimi anni avviato un progetto di riqualificazione allo scopo di recuperare l'opera e destinarla a un nuovo uso; si è pensato infatti di farne un centro espositivo di arte contemporanea.
Il progetto di recupero è parte della più ampia opera di riqualificazione dell'area est di Napoli e il Mercato ittico dovrebbe essere integrato nel nuovo Parco della Marinella. Nel 2013 si è stabilito il mantenimento della destinazione storica dell'edificio, infatti è previsto al suo interno un polo gastronomico dei prodotti del mare.